# Китаистика
Синология (от къснолатинското Sina – Китай) или китаистика е комплекс от науки, изучаващи историята, икономиката, политиката, философията, езика, литературата, културута на Древен и съвременен Китай. В Китай за науката за миналото на тяхната страна се използва термина 汉学 (пинин hànxué) или 国学 (пинин guóxué, което може да бъде преведено като „родинознание“). Първият термин често се използва в изследванията на историята и културата на ханския етнос, а вторият – за другите националности, живущи на територията на Китай. В Япония за обозначаването на тази наука служи термина кангаку (漢学, дословно „ханско учение“). В англоезичните страни даденият термин се разбира като остарял и включващ се в състава на Chinese Studies (букв. китайски изследвания).
В България основател на синологията е проф. Бора Беливанова.